# Boulkiemdé (tỉnh)
Boulkiemdé là một trong 45 tỉnh của Burkina Faso, trong Vùng Centre-Ouest. Tỉnh lỵ của Boulkiemdé là Koudougou. Dân số Boulkiemdé là 498.008 người (năm 2006).
Boulkiemde được chia thành 13 tổng:
| Tổng             | Thủ phủ   | Dân số (Điều tra năm 2006) |
| ---------------- | --------- | -------------------------- |
| Bingo (tổng)     | Bingo     | 15.100                     |
| Imasgho (tổng)   | Imasgho   | 22.401                     |
| Kindi (tổng)     | Kindi     | 33.347                     |
| Kokologho (tổng) | Kokologho | 38.988                     |
| Koudougou (tổng) | Koudougou | 131.825                    |
| Nandiala (tổng)  | Nandiala  | 23.266                     |
| Nanoro (tổng)    | Nanoro    | 33.291                     |
| Pella (tổng)     | Pella     | 19.243                     |
| Poa (tổng)       | Poa       | 30.317                     |
| Ramongo (tổng)   | Ramongo   | 23.081                     |
| Sabou (tổng)     | Sabou     | 45.877                     |
| Siglé (tổng)     | Siglé     | 27.336                     |
| Soaw (tổng)      | Soaw      | 15.937                     |
| Sourgou (tổng)   | Sourgou   | 13.748                     |
| Thyou (tổng)     | Thyou     | 24.251                     |